# Cottus extensus
Cottus extensus is een straalvinnige vissensoort uit de familie van de donderpadden (Cottidae). De wetenschappelijke naam van de soort is voor het eerst geldig gepubliceerd in 1963 door Bailey & Bond.
Deze soort is komt enkel voor in het Bear Lake. Deze soort werd wel uitgevoerd naar andere waters in de USA.